# Dzilam González
Dzilam González é um município do estado do Iucatã, no México. A população do município calculada no censo 2005 era de 5.841 habitantes.